# Pentekonter
En pentekonter, (græsk: πεντηκόντορος, 50-årer), var et græsk krigsskib fra antikken. De 25 årer på hver side var oprindeligt anbragt på en enkelt række, men blev senere udviklet til en udgave med to rækker. Skibet blev erstattet med trieren som det vigtigste krigsskib.

## Oprindelig udgave
Et skib med 25 årer langs hver skibsside var meget stort - og ret uhåndterligt - efter datidens forhold, og blev næsten udelukkende anvendt til krig og til repræsentative formål. I Homers Illiade gøres der en del ud af, at Akilleus skib og prins Filoktetes syv skibe hver havde 50 roere. Almindelige skibe på den tid havde færre årer, fordi de primært skulle bruges som handelsskibe med langt mindre besætning.

## Senere udgave
Fra det 8. århundrede f.v.t. har man beretninger og illustrationer af skibe med to rækker roere, også kendt som biremer. Der blev udviklet en udgave af pentekonteren, som i hver side havde 14 årer nederst og 11 ovenover (andre kombinationer var også mulige). Disse pentekontere var stadigt større end samtidens almindelige skibe, og de blev typisk kun bygget i mindre antal til bystaternes eget brug, som krigsskibe eller til repræsentative opgaver. Datidens søkrig blev overvejende udført med almindelige handelsskibe, og kun de rigeste bystater havde midler til at opbygge egentlige flåder af krigsskibe. I 490 f.v.t. rådede bystaten Athen således kun over to egentlige krigsskibe, som blev suppleret med 48 handelsskibe. På samtidige illustrationer ses skibene oftest med kun én række årer, hvilket tyder på, at man til dagligt brug sparede på besætningen. I løbet af det 5. århundrede f.v.t. overtog trieren - som havde en ekstra række roere - pentekonterens rolle som det vigtigste krigsskib.

## Andre betydninger
Udtrykket pentekonter blev i samme periode også benyttet om en græsk befalingsmand, der ledede 50 mænd.